# Schiavona
Schiavona je dalmatinski renesansni mač koji se koristio od kraja 15. do početka 19. stoljeća. Upotrebljavala se prvenstveno kao pješačko oružje, kod profesionalnih vojnika iz Dalmacije i Istre u mletačkoj mornarici. Mač se rabio za borbe na kopnu i moru, a osim u Sjevernoj Italiji njime su se kasnije služili i u Škotskoj, gdje je mač ovog tipa ostao dijelom svečane odore škotskih highland pukovnija sve do danas.
Veliku popularnost schiavona je stekla u 16. stoljeću, pogotovo nakon Lepantske bitke, u kojoj su mletački vojnici iz Dalmacije, naoružani upravo njome, odigrali ključnu ulogu u pobijedi nad turskom flotom. Koristila se sve do Napoleonskih ratova, a danas je još uvijek, osim u muzejima, možemo pronaći u Hrvatskoj kao dio tradicionalne nošnje dalmatinskih gradova (Vela Luka, Korčula).
Schiavona ima široko dvosjeklo sječivo, namijenjeno za sječu i bod, s velikim štitnikom za ruku u obliku košarice, koji se, osim za zaštitu, rabio i za udaranje. Mač je dobio ime po gardi mletačkog dužda, koju su činili Hrvati (Slaveni, Schiavoni) iz Dalmacije (Boke) i Istre. Schiavona je u 17. stoljeću postalo omiljeno oružje u Italiji i u zemljama koje su s njom trgovale, kao pješačko, ali i kao oružje teške konjice.
Ime schiavona dolazi od mletačkoga naziva za slavensko stanovništvo Dalmacije i Istre te bi u doslovnom prijevodu značilo mač slavenka ili dalmatinka. Isti se korijen imena nalazi i u starije schiavoneske, no radi se o dvama različitim mačevima. Schiavonesca je stariji i veći mač, gotovo za dvije ruke, dok je schiavona kraći, moderniji mač s košarom. Poveznicu kod primjeraka iz Dalmacije pronalazimo u tzv. mačjoj ili lavljoj glavi na dnu drške.

## Razvoj i tipovi schiavone
Prvi tip – najstariji tip schiavone, datira na kraj 15. stoljeća, a upotrebljavao se tijekom cijeloga 16. stoljeća. Košarica mu je rebrasta ili skeletna, a sastoji se od 2 do 3 dijagonalna rebra. Glavica drške u obliku je mačje ili lavlje glave, kakvu nalazimo u schiavoneski. Krsnica se pruža u smjeru suprotnom od rukobrana, s ispruženim čaporkom navan. 
Drugi tip – drugi tip schiavone poboljšana je inačica prvog tipa. Potječe iz 16. stoljeća te se rabi do kraja Mletačke Republike. Također ima rebrastu košaricu, no osim dijagonalnih rebara ovaj tip ima i okomita rebra, koja zatvaraju košaricu, te se s umjetničkog aspekta ovaj tip schiavone smatra najljepšim. Glavica ili jabučica također je u obliku mačje ili lavlje glave. Krsnica se pruža u smjeru suprotnom od rukobrana, s lagano ukošenim čaporkom navan.
Treći tip – najmlađi tip schiavone datira u 17. stoljeće i traje do kraja Mletačke Republike. Rebrasta košarica zamijenjena je mrežastom, odnosno rebra su zamijenjena užim prečkama, 3 do 5, koje se spajaju kraćim povijenim spojnicama. Kao i u prethodnih dvaju tipova glavica ima oblik lavlje glave. Krsnica se pruža u smjeru suprotnom od rukobrana, sa zavinutim čaporkom navan.
Osim ovih triju tipova postoje i varijacije, točnije međukoraci prve i druge, u kojima nisu sva rebra spojena okomitim rebrima ili kombinacije rebraste i mrežaste košarice, te varijacija gustoće mreže. Osim dizajna glavice svi tipovi schiavone imali su proporcionalno građene košarice prema duljini drške te je zavoj rukobrana uvijek završavao uz desno uho glavice drške. Krsnica schiavone izlazila iz košarice u suprotnu stranu rukobrana te joj je, ovisno o tipu, različito usmjeren čaporak.
- Tipovi Schiavone
- II.
- III.